# Frank Howson
Pour les articles homonymes, voir Howson.
Frank Howson est un producteur australien né en 1952 à Melbourne et mort le 9 février 2024.

## Filmographie
- 1988 : Backstage de Jonathan Hardy
- 1988 : Boulevard of Broken Dreams de Pino Amenta
- 1990 : Friday on My Mind, réalisé par lui-même
- 1990 : Beyond My Reach de Dan Burstall
- 1990 : Heaven Tonight de Pino Amenta
- 1990 : What the Moon Saw de Pino Amenta
- 1991 : Hunting, réalisé par lui-même
- 1992 : A Slow Night at the Kuwaiti Cafe de Marc Gracie
- 1992 : Come Rain or Shine, réalisé par lui-même
- 1993 : Crimetime de Marc Gracie
- 1993 : Flynn, réalisé par lui-même
- 1994 : The Intruder de Richard Wolstencroft
- 1995 : The Final Stage, réalisé par lui-même
- 1996 : A Thin Life, réalisé par lui-même
- 2002 : Shakespeare's Villains (TV), réalisé par lui-même